# Napakiak
Napakiak és una població dels Estats Units a l'estat d'Alaska. Segons el cens del 2007 tenia 354 habitants.

## Demografia
Segons el cens del 2000, Napakiak tenia 353 habitants, 90 habitatges, i 71 famílies La densitat de població era de 29,1 habitants/km².
Dels 90 habitatges en un 48,9% hi vivien nens de menys de 18 anys, en un 53,3% hi vivien parelles casades, en un 18,9% dones solteres, i en un 21,1% no eren unitats familiars. En el 16,7% dels habitatges hi vivien persones soles el 4,4% de les quals corresponia a persones de 65 anys o més que vivien soles. El nombre mitjà de persones vivint en cada habitatge era de 3,92 i el nombre mitjà de persones que vivien en cada família era de 4,52.
Per edats la població es repartia de la següent manera: un 38,8% tenia menys de 18 anys, un 9,1% entre 18 i 24, un 27,8% entre 25 i 44, un 17% de 45 a 60 i un 7,4% 65 anys o més.
L'edat mediana era de 26 anys. Per cada 100 dones hi havia 130,7 homes. Per cada 100 dones de 18 o més anys hi havia 109,7 homes.
La renda mediana per habitatge era de 28.750 $ i la renda mediana per família de 29.167 $. Els homes tenien una renda mediana de 26.250 $ mentre que les dones 43.750 $. La renda per capita de la població era de 7.319 $. Aproximadament el 16,2% de les famílies i el 20,2% de la població estaven per davall del llindar de pobresa.

## Poblacions properes
El següent diagrama mostra les poblacions més properes.